# 安德鲁·斯图尔特·塔能鲍姆

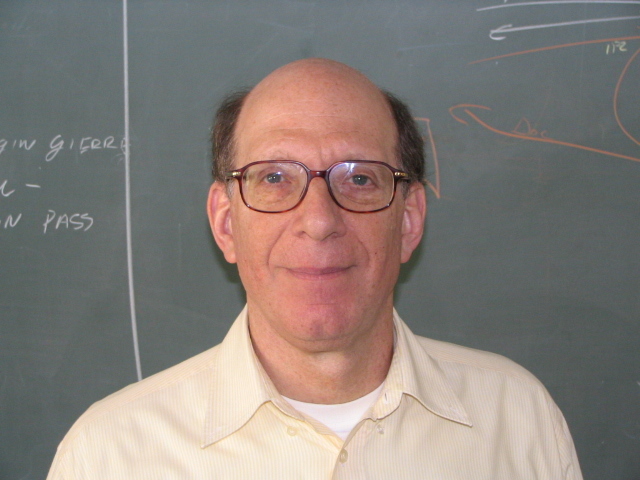
安德鲁·斯图尔特·特南鲍姆（Andrew S. Tanenbaum）

安德鲁·斯图尔特·特南鲍姆（英語：Andrew Stuart "Andy" Tanenbaum，1944年3月16日—），昵称“安迪”，網路上的代號為，生於美國紐約市，計算機科學家，專長於作業系統，為荷兰阿姆斯特丹自由大学的计算机科学教授。他最早以Minix(一个免费用于教学目的的类Unix操作系统)作者的身份以及所编写的计算机科学教科书而为人熟知。他把教学视作自己最重要的一项工作。

## 生平
塔能鲍姆生于纽约市，在纽约州的白原市（White Plains）长大。1965年，他从麻省理工学院获得了物理学学士学位。1971年，他在加州大学伯克利分校取得了物理学博士的学位。为了和荷兰妻子一起生活，他迁居荷兰，不过仍保留了美国国籍。2004年以来，他在学校中教授计算机组成原理和操作系统等相关课程，并指导博士研究生的科研工作。

### 创建网站electoral-vote.com
塔能鲍姆在2004年创立了一个分析2004年美国总统选举前民意测验情况的热门网站：electoral-vote.com。他用这个网站来估测美国选举人团选举总统的投票结果。这个站点还提供了选举人地图。地图上的出人意外的结果（例如有一小段时间，传统上为民主党地盘的夏威夷州被标为“略略倾向小布什”）经常可能出现在大众讨论中。整个竞选绝大多数期间塔能鲍姆一直对自己身份保密，自称“投票专家”（the Votemaster），仅仅确认了他个人倾向于约翰·克里。塔能鲍姆在大选前一天的2004年11月1日透露了自己是民主党支持者的真实身份，同时他还声明了自己运行这个网站的理由和资质。这个网站也报道了2006年美国中期选举的情况。

## 著作
塔能鲍姆著有多本受到赞誉的计算机课本，其中主要涉及计算机系统原理和计算机网络原理等偏底层的技术主题。其代表著作包括：
- [] 4. ISBN 0-13-066102-3 （英语）.
第四版 简体中译 ISBN 7-302-07815-7
第四版 正體中译 ISBN 957-483-227-9
第四版 影印版 ISBN 7-302-08977-9
第三版 简体中译 ISBN 7-302-03035-9
第三版 正體中译 ISBN 957-636-888-X
第三版 影印版 ISBN 7-302-02410-3
- [] 3. ISBN 0-13-142938-8 （英语）. （第二版 ISBN 0-13-638677-6）
第二版 影印版 ISBN 7-302-02714-5
- [现代操作系统] 2. ISBN 0-13-031358-0 （英语）.
第二版 简体中译 ISBN 7-111-16511-X
第二版 影印版 ISBN 7-111-09156-6
第一版 简体中译 ISBN 7-111-07117-4

他还著有：
- [] 5. ISBN 0-13-148521-0 （英语）.
第五版 简体中译 ISBN 7-115-14891-0
第五版 影印版 ISBN 7-111-18368-1
第四版 简体中译 ISBN 7-111-08902-2
第四版 影印版 （名称为《结构化计算机组成》） ISBN 7-111-09287-2
第三版 正體中译 957-220-588-9
- [分布式系统：原理与范型] 1. ISBN 0-13-088893-1 （英语）.
简体中译 ISBN 7-302-08961-2
影印版 （名称为《分布式系统：原理与范例》） ISBN 7-302-05827-X
- [分布式操作系统]. ISBN 0-13-219908-4 （英语）.
影印版 ISBN 7-111-19347-4

值得一提的是，《操作系统：设计及实现》一书和书中示例的Minix操作系统给予了林纳斯·托瓦兹创造知名操作系统内核Linux的灵感。在他的自传《只是为了好玩》（Just For Fun）中，托瓦兹把这本书描述为“引领我到达新高度的一本书籍”。塔能鲍姆还继而完全使用微内核理念来编写阿米巴分布式操作系统（Amoeba distributed operating system）。

## 荣誉
- ACM会士（Fellow）
- IEEE会士（Fellow）
- 荷兰皇家艺术与科学院院士
- 阿姆斯特丹自由大学的计算机系统系的学术首席教授（Academy Professor）
- 2006年IEEE普及计算大会最佳高影响力论文的合著者之一
- 2003年美国教科书与高等院校作者协会（TAA）的麦格菲奖（McGuffey Award）（授予经典教材）获得者
- 2002年美国教科书与高等院校作者协会的教材奖（Texty Award）（授予新教材）获得者
- 1997年ACM计算机科学教育专业小组（Special Interest Group）计算机科学教育杰出贡献奖获得者
- 1994年ACM Karl V. Karlstrom杰出教育家奖获得者。
- 1984年ACM操作系统规范研讨会议（SOSP）杰出论文奖的合著者之一